# UTC+6:30

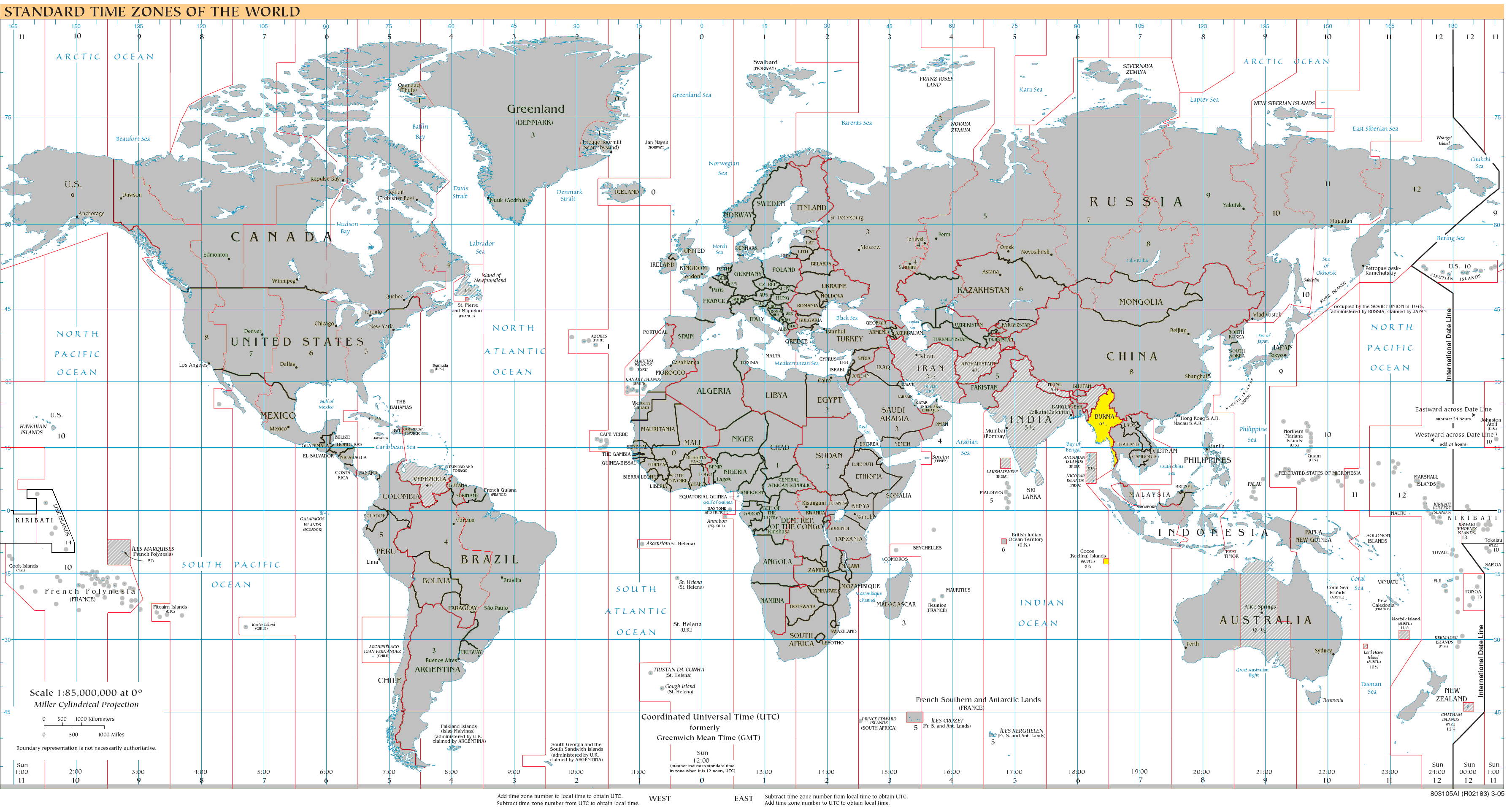
UTC+6:30: 黄-通年適用

UTC+6:30とは、協定世界時6時間30分進ませた標準時である。

## 該当地域
- ココス諸島 - オーストラリア領
- ミャンマー